# Władysław Bułhak (wojskowy)
Władysław Józef Bułhak (ur. 19 marca 1898 w Mickiewiczach, zm. ?) – porucznik kawalerii Wojska Polskiego.

## Życiorys
Urodził się 19 marca 1898 w Mickiewiczach, w ówczesnym powiecie słuckim guberni mińskiej, w rodzinie Witolda.
10 listopada 1918 wstąpił do Wojska Polskiego. Od 18 listopada 1919 do 1 marca 1920 był uczniem 23. klasy Szkoły Podchorążych w Warszawie. Latem 1920, w stopniu podchorążego, walczył jako dowódca plutonu w kombinowanym szwadronie 2 pułk ułanów, który był przydzielony do XXIX Brygady Piechoty. Wyróżnił się 21 sierpnia 1920 w bitwie pod Prosienicą. Na początku września 1920, po rozwiązaniu szwadronu kombinowanego został przydzielony do 2. szwadronu. 25 listopada 1920 Naczelny Wódz mianował go podporucznikiem w kawalerii z dniem 1 września 1920.
10 grudnia 1920 były dowódca kombinowanego szwadronu 2 puł., rotmistrz Kazimierz Halicki sporządził wniosek na odznaczenie podchorążego Bułhaka Orderem Virtuti Militari. Wniosek został poparty przez dowódcę 2 pułku ułanów majora Wincentego Jasiewicza, dowódcę XXIX BP pułkownika Stanisława Wrzalińskiego i dowódcę 15 Dywizji Piechoty generała podporucznika Władysława Junga, lecz nie został zatwierdzony przez Naczelnego Wodza.
1 czerwca 1921 przebywał w Szpitalu Wojskowym w Chełmie, a jego oddziałem macierzystym był nadal 2 pułk ułanów. 3 maja 1922 został zweryfikowany w stopniu podporucznika ze starszeństwem od 1 czerwca 1919 i 75. lokatą w korpusie oficerów jazdy (od 1924 – kawalerii), a jego oddziałem macierzystym był nadal 2 pułk ułanów w Suwałkach. 12 lutego 1923 prezydent RP awansował go z dniem 1 stycznia 1923 na porucznika ze starszeństwem z 1 września 1920 i 3. lokatą w korpusie oficerów jazdy. Później został przeniesiony do 13 pułku ułanów w Nowej Wilejce, a w listopadzie 1924 przydzielony do szwadron pionierów przy 1 Dywizji Kawalerii w Białymstoku. W styczniu 1926 wrócił do 13 pułku ułanów.
W ewidencji oficerów osadzonych w Oflagu VII A Murnau, przechowywanej w Wojskowym Biurze Historycznym, figuruje Władysław Bułhak ur. 1897, porucznik kawalerii zawodowy, który w czasie kampanii wrześniowej 1939 pełnił służbę w Ośrodku Kawalerii Baranowicze (sic!) i dostał się do niewoli niemieckiej.

## Ordery i odznaczenia
- Krzyż Walecznych dwukrotnie